# Meša Selimović
Meša Selimović (Tuzla, 26 de abril de 1910 — Belgrado, 11 de julho de 1982) foi um escritor sérvio-bósnio.
Meša Selimović licenciou-se em Filosofia pela Universidade de Belgrado. Participou desde 1941, no Comitê Nacional de Libertação. Foi membro da Academia das Artes e das Ciências da Bósnia e Herzegovina e da Sérvia. Recebeu um doutoramento honoris causa pela Universidade de Sarajevo.

## Obras
- O dervis e a morte (Derviš i smrt), 1966
- A fortaleza (Tvrđava), 1970
- A ruiva, 1970
- A ilha (Ostrvo), 1974
- Memórias, 1976